# 中画幅
中画幅又称中片幅、120画幅，是指相机的传感器大小为120画幅尺寸。

## 简介
中画幅是指相机的传感器大小为120画幅的尺寸，传感器尺寸是针对与135尺寸和8X10的大画幅而言的，而相机的结构本身可以多种多样，可以呈旁轴相机结构，亦可以为SLR结构。中画幅相机的传感器大小常见的规格有6x45，6x6，6x9等，还有不是那么常见的6x7规格，但是此规格的成像更加细腻有致。

## 与135片幅的区别
相对与135画幅的单反相机，现在的120画幅相机绝大多数为底片相机，而获得的成像质量则是135画幅的单反相机所难以企及的。120画幅的数码相机售价偏高，用途比135画幅单反更为全面，不仅可以在普通民用摄影中能够得到优秀的成像效果，得益于优异的不同与135单反相机的软件层对于图片的处理模式，120画幅能够在对于图像质量要求很高的商业拍摄中获得比较完美的效果。

## 中画幅的优势与劣势
在胶片时代，判断镜头好坏的根据主要是通过照片品质来反映的，而在中画幅胶片相机与DSLR的对比中，中画幅相机的成像细腻度，色彩的鲜艳程度都超过了全画幅的DSLR。但是同时DSLR在操作易用性，照片的储存与管理等方面都远胜于中画幅相机。
随着數位單眼相機在大众群体中的普及，以及主要单反相机生产厂商生产技术的不断改进，数码单反相机阵营在民用高端数码相机领域得以发展壮大。然而，在商用摄影摄像领域，数码单反相机的结构以及成像软件技术的不成熟，传感器件成像层次的细节和色彩等方面与专业中大画幅相机还有着一定距离，中大画幅相机的生存空间与寿命不会受到太大影响。

## 外部連結
- phase one官方网站（页面存档备份，存于）
- Hasselblad哈苏官方网站（页面存档备份，存于）